# Acțiunea Franceză (partid politic)
Acțiunea Franceză (în franceză: Action française, abreviat AF) este o mișcare politică monarhistă și naționalistă franceză. Mișcarea și publicația sa au fost fondate de Maurice Pujo și Henri Vaugeois în 1899, ca o reacție naționalistă în contextul Afacerii Dreyfus (numele provine de la Alfred Dreyfus și de la intervenția intelectualilor de stânga în apărarea sa). Charles Maurras, un activist regalist, s-a alăturat ulterior și a devenit principalul ideolog al mișcării. Sub influența sa, Acțiunea Franceză a devenit regalistă, contrarevoluționară, anti-parlamentară și pro-decentralizare, susținând corporatismul, integralismul și catolicismul ca religie de stat.
Militantul regalist Charles Maurras s-a alăturat și a devenit principalul său ideolog. Sub influența lui Maurras, Acțiunea Franceză a devenit regalistă, contra-revoluționară, anti-parlamentară și pro-decentralizare, îmbrățișând corporatismul, integralismul și Romano-Catolicismul.

## Istoric
La scurt timp după înființare, Acțiunea Franceză a încercat să influențeze opinia publică prin transformarea publicației sale într-un cotidian și prin crearea de organizații afiliate. Ziarul mișcării a fost popular între 1899 și 1914.

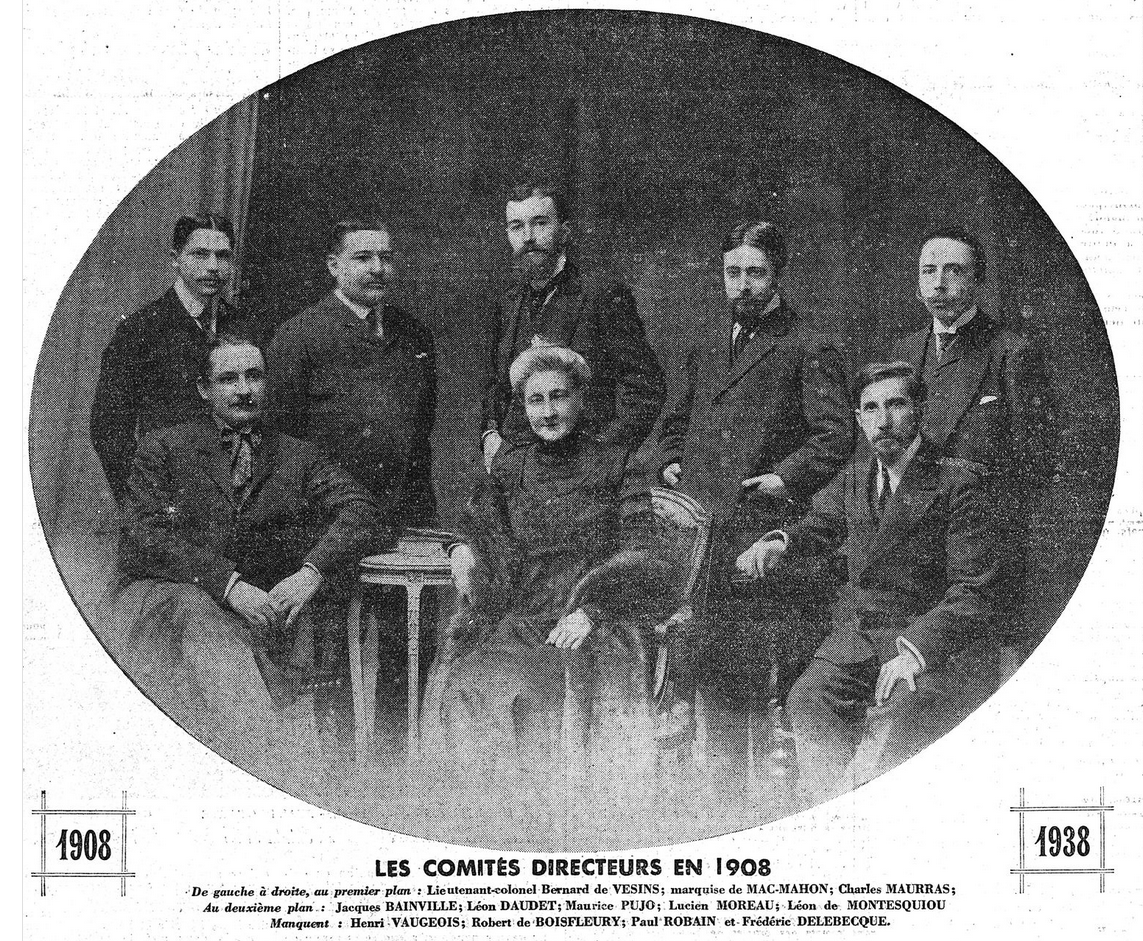
Comitetul director al Action Française în 1908

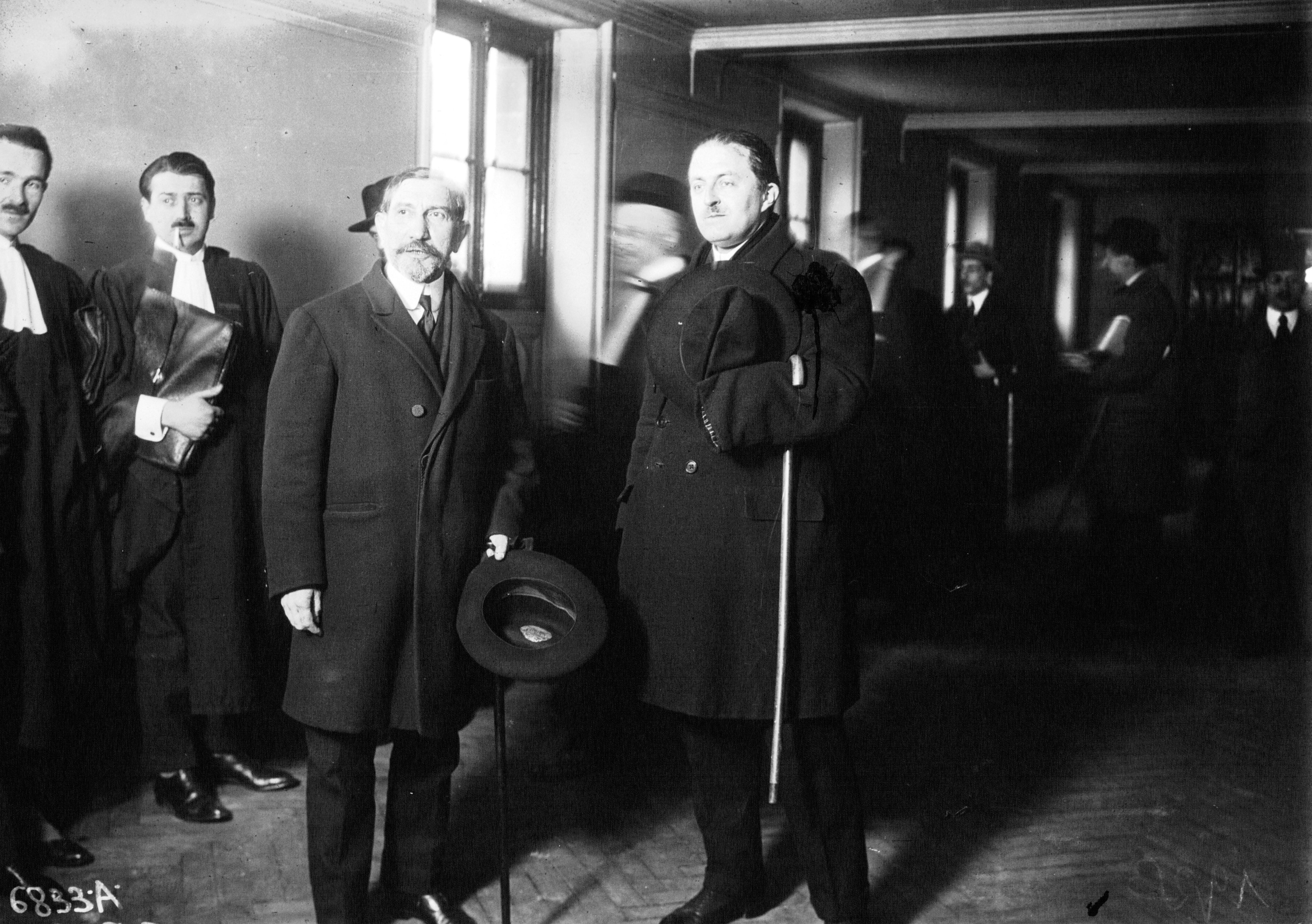
Charles Maurras și Maxime Real Del Sarte, conducătorii Action Française în 1923

În perioada interbelică, mișcarea avea sprijinul elitelor conservatoare, însă popularitatea i-a scăzut treptat pe fondul ascensiunii fascismului în Europa și a rupturii cu Biserica Catolică. Deși agnostic, Maurras promova catolicismul ca religie de stat în Franța.
În 1926, papa Pius al XI-lea a declarat că ideile lui Charles Maurras sunt incompatibile cu învățăturile Bisericii. În anul 1927, mai întâi pe 9 ianuarie, mai multe lucrări ale lui Maurras au fost incluse în Index Librorum Prohibitorum, iar Acțiunea Franceză a devenit primul ziar plasat pe lista cărților interzise de Biserica Catolică; apoi, pe 8 martie, Vaticanul a interzis accesul membrilor la împărtășanie, ca urmare a continuării instrumentalizării religiei în scopuri naționaliste. Aceste măsuri au determinat plecarea multor membri din mișcare, precum François Mauriac și Georges Bernanos.
În 1939, în urma Războiului Civil Spaniol și pe fondul unei renașteri a anticomunismului în Biserica Catolică, Papa Pius al XII-lea a ridicat condamnarea impusă mișcării.
După înfrângerea Franței în 1940, proclamarea Regimului de la Vichy și a „Revoluției Naționale” de către mareșalul Philippe Pétain a fost salutată de Maurras drept o „surpriză divină”, iar acesta a sprijinit guvernul colaborationist.
În timpul celui de-al Doilea Război Mondial, publicația Acțiunea Franceză a susținut Regimul de la Vichy și pe mareșalul Pétain. Regaliștii din cadrul mișcării sperau ca Pétain să restabilească monarhia, iar sediul organizației a fost mutat de la Paris la Vichy.
După căderea Regimului de la Vichy în 1944, Maurras a fost condamnat la închisoare pe viață, dar a fost grațiat în 1952.
Acțiunea Franceză a fost dizolvată în 1944. Cu toate acestea, mișcarea a continuat să existe prin publicații și asociații noi, deși cu influență redusă. Monarhismul a pierdut din popularitate, iar extrema dreaptă franceză s-a orientat către valori catolice și apărarea culturii tradiționale franceze.

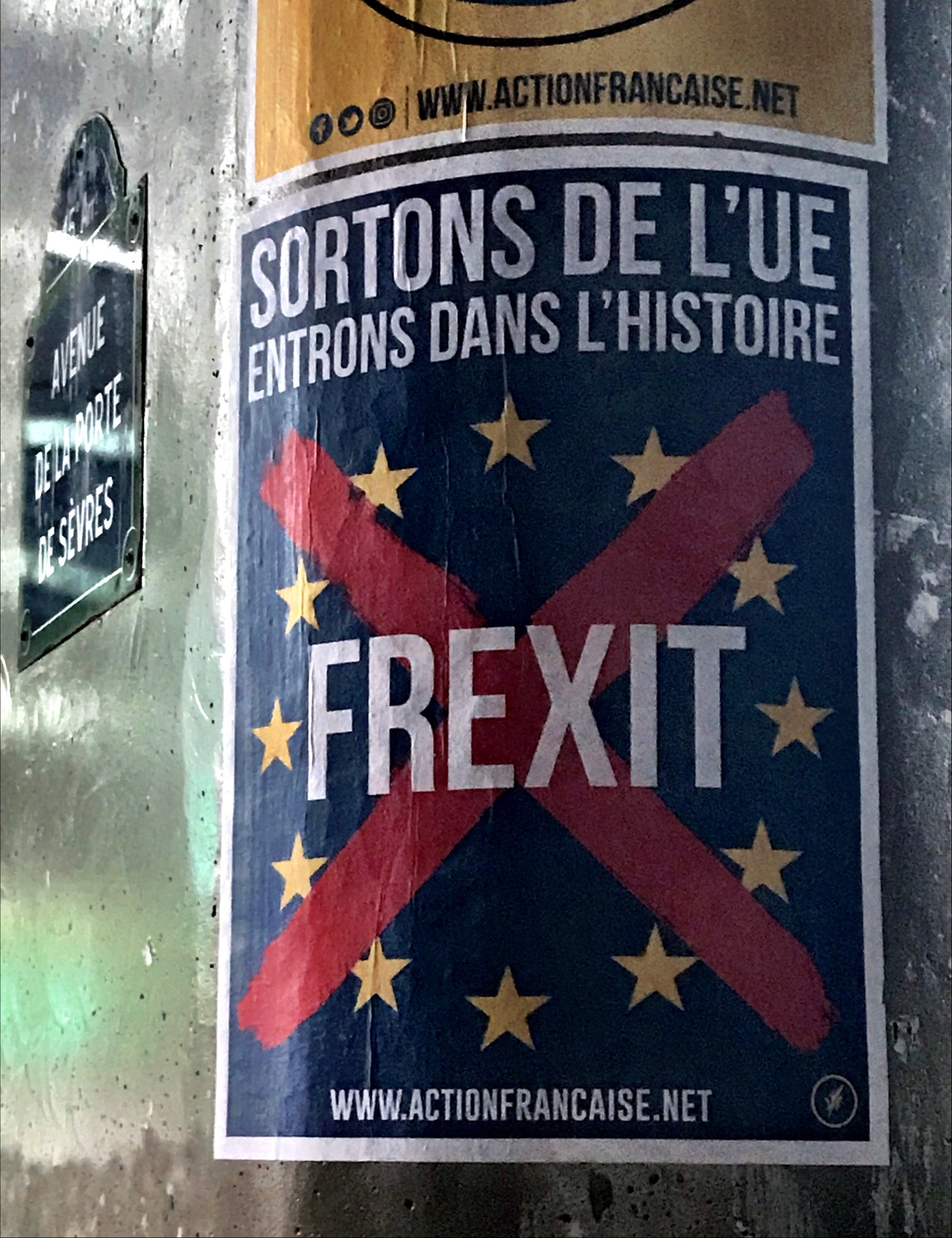
Afiș al campaniei electorale al Action Française în favoarea retragerii Franței din Uniunea Europeană.